# Abhejali Bernardová
Abhejali Bernardová (* 1977, Cheb) je česká dálková plavkyně a běžkyně. V únoru 2018 přeplavbou Cookova průlivu dokončila plaveckou výzvu Oceans Seven. Stala se tak desátým člověkem v historii, který tuto výzvu dokončil (a první ženou ze země bez přístupu k moři).

## Život
Narodila se jako Petra Bernardová, křestní jméno Abhejali (v překladu Čistá voda) získala od svého učitele, kterým byl Šrí Činmoj. V 18 letech se pod jeho vedením začala věnovat meditaci a doplnila ji během a plaváním.
Ve vytrvalostních sportech i v životě obecně ji láká především sebepoznání, prozkoumávání vlastních hranic, touha být tím nejlepším člověkem, jakým může být. „U dálkových věcí je 80 procent v hlavě, 20 procent fyzička. Často někdo závod vzdá, protože se mu nedaří něco podle plánu. Ale to je právě ta výzva,“ domnívá se Bernardová. Spoluorganizuje Mírový běh (Sri Chinmoy Oneness-Home Peace Run), štafetový běh s hořící pochodní, který vede přes více než 140 zemí. Jeho smyslem je šířit atmosféru přátelství, míru a porozumění, překonávat hranice mezi lidmi i hranice v nás samotných.
Pracuje v nakladatelství jako překladatelka. Je vegetariánka.

### Běhy
- 24h běh Mistrovství ČR 1999, 10. 10. 1999 – 167,162 km – Mistryně ČR
- 48h běh Mistrovství světa 17.–19. 3. 2000 – 267,742 km, 4. žena
- 100 km Mistrovství ČR 2000 – 10:59:41 – Mistryně ČR
- 24h běh Mistrovství ČR 2000, 8. 10. 2000 – 181,29 km – Mistryně ČR
- 12h běh 29. 6. 2002 – 102,711 km, 1. místo
- 6denní závod New York 27. 4. – 3. 5. 2003 – 616 km, 2. místo

### Dálkové plavání
Postupně přeplavala sedm průlivů, které jsou součástí projektu Oceans Seven:
- Lamanšský průliv, Velká Británie – Francie, 11. 7. 2011, 14:37
- Gibraltarský průliv, Spojené království – Maroko, 16. 9. 2013, 4:35
- Průliv Catalina, mezi ostrovem Santa Catalina a Kalifornií, USA, 18. 8. 2015, 9:46
- Cugarský průliv, mezi ostrovy Honšú a Hokkaidó, Japonsko 12. 8. 2016, 11:07, první Čech
- Průliv Molokai, mezi ostrovy Oahu a Molokai, Havajské ostrovy, USA, 27.–28. 3. 2017, 21:52, první Čech
- Severní průliv, Irsko – Skotsko – 15. 8. 2017, 10:23, první Čech
- Cookův průliv, mezi Severním a Jižním ostrovem Nového Zélandu – 24. 2. 2018, 13:09
- La Manche triatlon Dover–Praha 1111 km – 7 dnů, 12 hodin, 5 minut
  - 34 km plavání – Lamanšský průliv, Velká Británie – Francie, 13. 9. 2021, 15:33
  - 895 km kolo – Calais–Cheb
  - 182 km běh – Cheb–Praha